# High Line

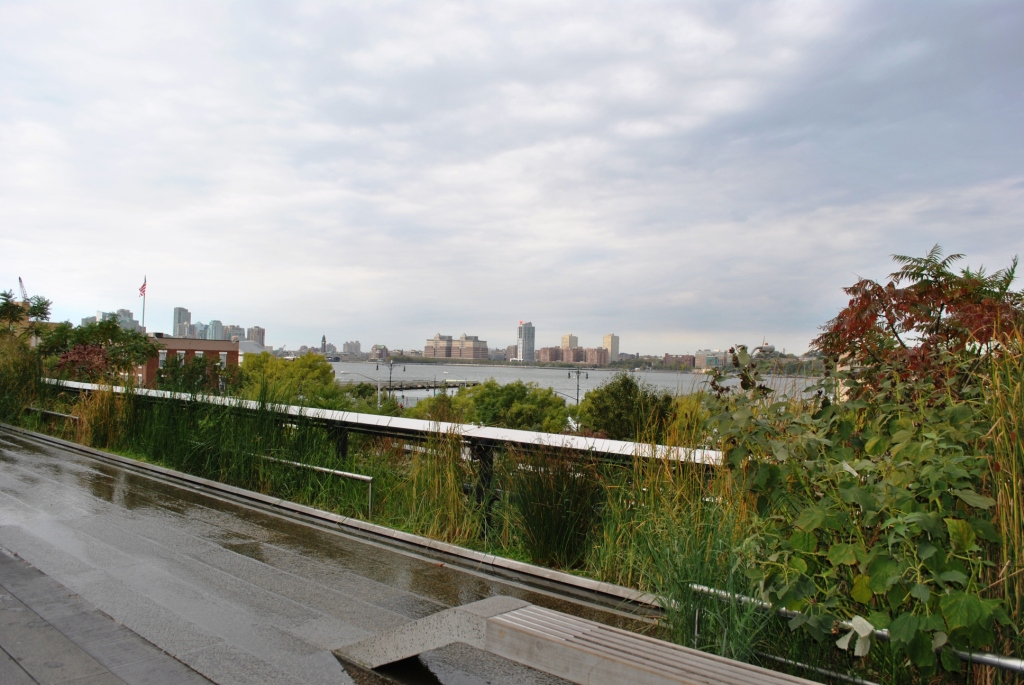
Vista des del viaducte públic del riu Hudson, que separa Manhattan de Jersey City, al fons.

La High Line (també coneguda com a High Line Park) és un parc urbà lineal elevat de 2,33 km de longitud. Va ser creat en un antic ferrocarril central de Nova York en el costat oest de Manhattan a la ciutat de Nova York. Dirigit per l'empresa d'arquitectura del paisatge James Corner Field Operations, el ferrocarril abandonat ha estat redissenyat com un "sistema viu" que es basa en múltiples disciplines, incloent l'arquitectura del paisatge, el disseny urbà i l'ecologia. Des de l'obertura del 2009, High Line s'ha convertit en una icona de l'arquitectura del paisatge contemporani.
El parc està construït a la secció del viaducte del sud de la línia de ferrocarril de Nova York anomenada West Side Line. Procedent del Lower West Side de Manhattan, el parc discorre des del carrer Gansevoort, a tres illes del Carrer 14, en el districte de Meatpacking, a través del Chelsea, fins a la vora nord del West Side Yard a la 34th Street, a prop del Centre Javits. Antigament, West Side Line continuava cap al sud com una terminal de ferrocarril a Spring Street, just al nord de Canal Street. No obstant això, la major part de la secció meridional va ser demolida el 1960, amb una altra petita porció que es va demolir el 1991.

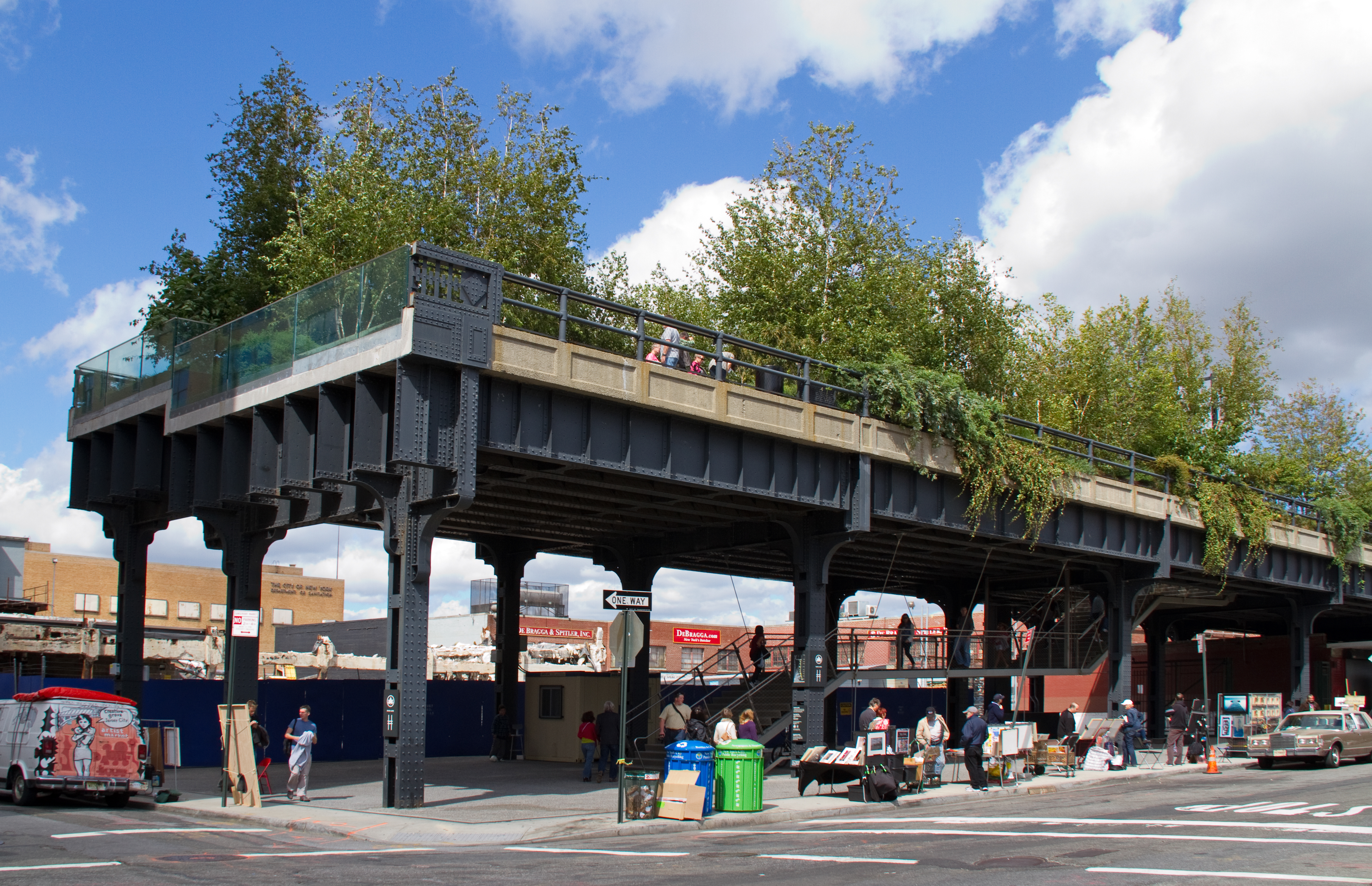
Començament del parc lineal elevat, cruïlla carrers Gansevoort i Washington, veïnat de Meatpacking.

The High Line es va inspirar en "Coulée verte" (camí arbrat o via verda) de 3 milles de 4.8 km, un projecte similar a París acabat el 1993, i també posseïa un viaducte.
La reconversió del ferrocarril en un parc urbà va començar el 2006 amb la l'obertura de la primera fase el 2009 i la segona fase d'obertura el 2011. La tercera i última fase es va obrir oficialment al públic el 21 de setembre de 2014. Un tram curt sobre l'avinguda desena i el carrer 30 s'obrirà per al 2018 una vegada que s'hagi completat la primera fase del projecte de reurbanització de Hudson Yards.
El seu èxit ha inspirat ciutats de tot el món per re-imaginar infraestructures obsoletes com a espai públic. A més, el projecte ha impulsat el desenvolupament immobiliari a les rodalies que hi ha al llarg de la via, i l'augment dels valors i preus immobiliaris al llarg de la ruta, fruit d'un "efecte halo". A partir de setembre de 2014, el parc rep prop de 5 milions de visitants anuals.

## Descripció

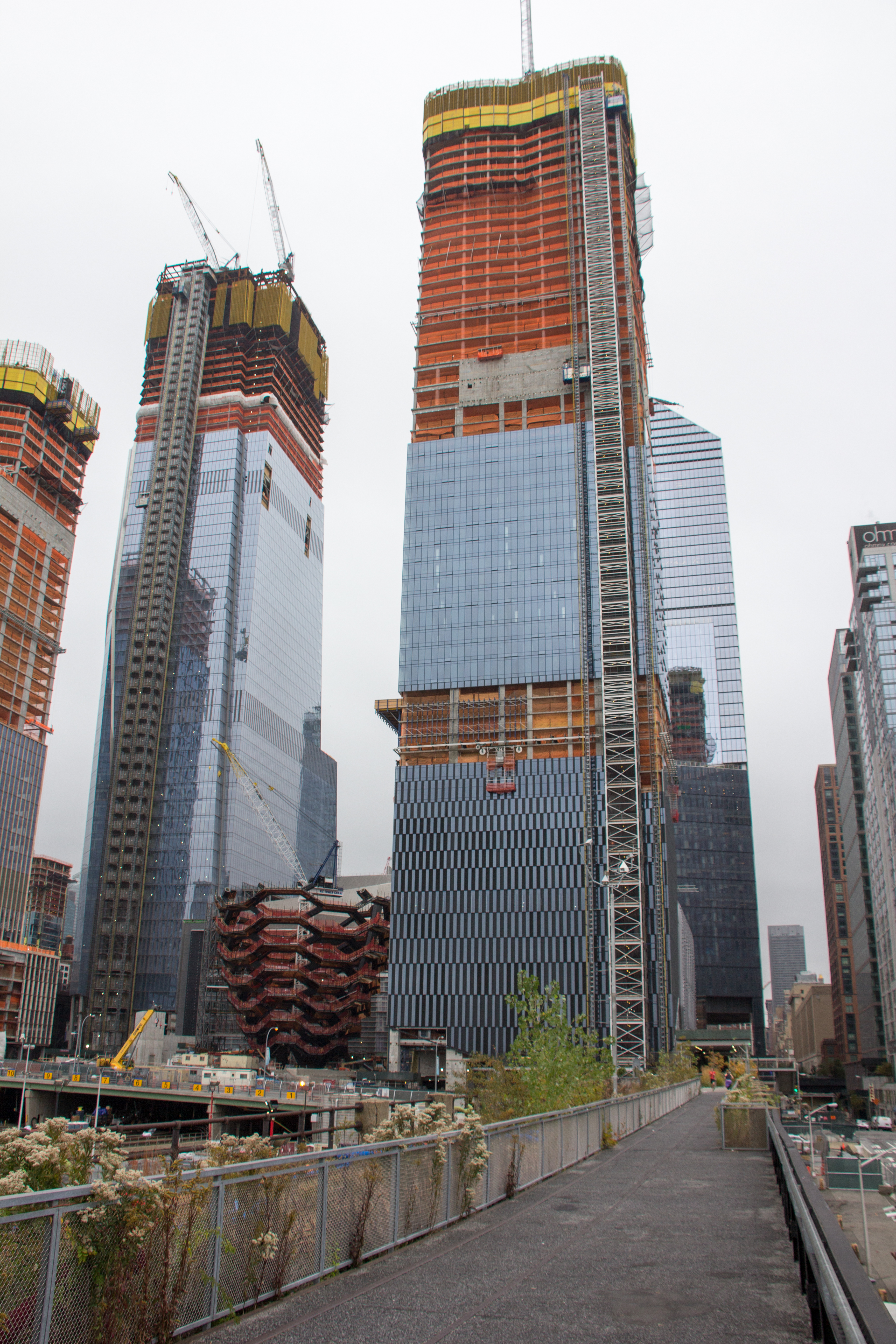
Zona de reforma urbanística de Hudson Yards, constituirà la darrera fase del parc novaiorquès, que passarà entre els nous gratacels de la imatge.

El parc s'estén des del carrer Gansevoort fins al carrer 34. Al carrer 30, les pistes elevades es dirigeixen cap a l'oest al projecte de reurbanització de Hudson Yards al centre de convencions Jacob K. Javits a la 34th Street, tot i que s'espera que la secció septentrional s'integri dins del desenvolupament de Hudson Yards i Hudson Parc i Boulevard. Quan el Western Rail Yard del projecte de reurbanització de Hudson Yards estigui acabat el 2018, s'elevarà per sobre del High Line Park, de manera que una sortida al llarg del viaducte se situarà sobre el pati lateral de l'oest, sortint al pati de ferrocarrils occidental de Hudson Yards. L'entrada al carrer 34 és a nivell de carrer i té accés per a cadira de rodes.
El parc està obert tots els dies de 7h a 17h. a l'hivern, a les 22h a la primavera i a la tardor, i les 23h a l'estiu, a excepció de la passarel·la provisional a l'oest de l'11a avinguda, que està oberta fins al vespre. Es pot arribar a través d'onze entrades, cinc de les quals són accessibles per a persones amb discapacitat. Les entrades accessibles per a cadires de rodes, cadascuna amb escales i un ascensor, es troba a Gansevoort, i als carrers 14, 16, 23 i 30. Les entrades addicionals d'escala exclusivament es troben a les carrers 18, 20, 26 i 28 i a l'11a avinguda. L'accés al carrer està disponible a la 34th Street a través d'un "passeig intermedi" entre la 30th Street / 11th Avenue i 34th Street.

## Atraccions i singularitats
Els llocs d'interès del parc inclouen plantacions naturalitzades inspirades en el paisatge que va créixer en les pistes en desús i vistes de la ciutat i del riu Hudson. El camí transitable està fet de lloses de formigó. S'eixampla i estreny, oscil·la d'un costat a l'altre de la plataforma. Les lloses se separen en alguns trams per deixar sortir vegetació entre elles. "En obrir la pavimentació, permetem que les plantes brotin", va dir l'arquitecte paisatgista James Corner, "gairebé com si les plantes colonitzessin les zones pavimentades. Hi ha una mena de barreja o sagnat o sutura entre el paviment dur, la superfície per la gent que passeja i la sembra ... " Els trams d'eixamplament i arronsament recorden l'ús anterior de High Line. Les parts de la pista es reutilitzen per fileres de seients i tumbones posicionades per gaudir de vistes al riu. El ventall de plantes de 120 espècies, comissariada per l'arquitecte holandès de paisatge Piet Oudolf, inclou plantes resistents de prats de pastura, asteràcies com liatris i margarides, amb estands dispersos de sumac i Cotinus, però no limitat a nadius americans. Al final del carrer Gansevoort, un bosc d'espècies mixtes de bedoll ja proporciona una mica d'ombra a la tarda. La fusta de Tabebuia per als bancs integrats ha vingut d'un bosc gestionat certificat "Forest Stewardship Council", per garantir un ús sostenible i la conservació de la diversitat biològica, els recursos hídrics i els ecosistemes fràgils. Segons James Corner Field Operations, el disseny de High Line "es caracteritza per una coreografia íntima del moviment".
El High Line Park també té atraccions culturals. Com a part d'un pla a llarg termini per al parc d'acollir instal·lacions temporals i actuacions de diversos tipus. 'Creative Time', 'Friends of the High Line', i 'New York City Department of Parks and Recreation' van encomanar el projecte The River That Flows Both Sands a Spencer Finch com a instal·lació d'art inaugural. El treball s'integra a les finestres en relleu de l'antiga base de càrrega de la fàbrica Nabisco, com una sèrie de 700 rectangles de vidres de tonalitats morades, blaves i grisses. Cada color està exactament calibrat per fer coincidir el píxel central de 700 imatges digitals, una presa cada minut, del riu Hudson, presentant així un ampli retrat del riu que dona nom a l'obra. 'Creative Time' va treballar amb l'artista per adonar-se del concepte específic del lloc que va sorgir quan va veure mainells rovellats i fets malbé de l'antiga fàbrica, que els especialistes en metall i vidre Jaroff Design van ajudar a reparar i tornar a instal·lar.
L'estiu de 2010 va comptar amb una instal·lació sonora de Stephen Vitiello, composta per campanes que es van escoltar a través de Nova York. Lauren Ross, anteriorment directora de l'espai d'art alternatiu White Columns, va ser la primera comissària del High Line Park. Durant la construcció de la segona fase entre els carrers 20 i 30, es van instal·lar diverses obres d'art, incloent "Still Life with Landscape (Model per a un hàbitat") de Sarah Sze, una escultura formada per acer i fusta, situada a la línia propera als segles XX i XXI ; aquesta estructura es va construir com una casa per a la fauna com ara aus i papallones. L'espai disponible de Kim Beck es va instal·lar als sostres de tres edificis visibles des de l'extrem sud. Tres escultures de 20 per 12 peus (6,1 per 3,7 m) semblaven l'armadura de cartells buits, construïts com teló de fons teatrals, de manera que es veien tridimensionals a distància. També es va instal·lar durant la segona fase de la construcció la "empatia digital" de Julianne Swartz, un treball que utilitza missatges d'àudio en banys, ascensors i fonts d'aigua.

## Història
El 1847, la ciutat de Nova York va autoritzar rutes de ferrocarril instal·lat en carrers a la part oest de Manhattan per transportar mercaderies [45]. Per seguretat, els ferrocarrils van contractar genets anomenats "West Side Cowboys" per córrer per davant dels trens fent fent onejar banderes d'advertiment. Tanmateix, es van produir tants accidents entre els trens de mercaderies i altres trànsits que la Desena Avinguda es coneixia com a "Avinguda de la Mort" (Anglès: rimen les paraules Tenth Avenue i Death Avenue).
Després d'anys de debat públic sobre el perill, el 1929, la ciutat, l'estat de Nova York i el Ferrocarril Central de Nova York van acordar el projecte West Side Improvement Project,un gran projecte concebut per Robert Moses que també incloïa la construcció de la carretera elevada West Side. El projecte de 21 km va eliminar 105 passos de ferrocarril a nivell del carrer i va agregar 13 hectàrees al parc de Riverside. Va costar més de 150 milions de dòlars EUA (aproximadament 2.137.791.000 dòlars EUA actuals).
El viaducte High Line, aleshores un tram de la Línia West Side del Ferrocarril Central de Nova York, va obrir als trens el 1934. Va sortir del carrer 34 a la Terminal del Parc de St. John a Spring Street i va ser dissenyat per passar pel centre dels blocs en lloc de passar per l'avinguda. Es va connectar directament a fàbriques i magatzems, permetent als trens carregar i descarregar la seva càrrega dins dels edificis. La llet, la carn, productes agraris i els productes elaborats i transformats es podrien transportar i descarregar sense alterar el trànsit als carrers. Això també va facilitar la càrrega per a l'edifici Bell Laboratories (que ha allotjat la comunitat d'artistes de Westbeth des de 1970), així com per a l'antiga fàbrica de Nabisco a l'edifici del Mercat de Chelsea, que era efectuada des de llocs protegits dins de les estructures.